# Neomirandea folsomiana
Neomirandea folsomiana là một loài thực vật có hoa trong họ Cúc. Loài này được M.O.Dillon & D'Arcy mô tả khoa học đầu tiên năm 1978.